# Exallosophira elegans
Exallosophira elegans är en tvåvingeart som beskrevs av Hardy 1980. Exallosophira elegans ingår i släktet Exallosophira och familjen borrflugor. Inga underarter finns listade i Catalogue of Life.